# Presley Hudson
Presley Hudson (ur. w 6 maja 1997 w Wayland) – amerykańska koszykarka występująca na pozycji rozgrywającej.
W 2019 zaliczyła obóz szkoleniowy zespołu WNBA – Seattle Storm.
7 czerwca 2019 została zawodniczką Politechniki Gdańskiej.

## Osiągnięcia
Stan na 27 sierpnia 2020, na podstawie, o ile nie zaznaczono inaczej.
NCAA
- Uczestniczka rozgrywek:
  - Sweet 16 turnieju NCAA (2018)
  - turnieju NCAA (2018, 2019)
- Mistrzyni:
  - turnieju konferencji Mid-American (MAC – 2016)
  - sezonu regularnego:
    - MAC (2017–2019)
    - dywizji MAC (2016–2019)
- Wicemistrzyni turnieju konferencji MAC (2016)
- Najlepsza pierwszoroczna zawodniczka MAC (2016)
- Zaliczona do:
  - I składu:
    - MAC (2017–2019)
    - turnieju MAC (2018)
    - Academic All-MAC (2017–2019)
    - najlepszych pierwszorocznych zawodniczek MAC (2016)

  - II składu MAC (2016)
- Liderka MAC w skuteczności rzutów wolnych (88,5% – 2016)
- Zwyciężczyni konkursu rzutów za 3 punkty (2019)

Indywidualne
- Liderka EBLK w skuteczności rzutów wolnych (2020)